# Von Asp
von Asp var en svensk adelsätt.
Ätten härstammande från Jonas Persson Asp som var rådman i Härnösands stad, och hade tagit sitt namn från Aspby i Torsåkers socken, där hans föräldrar var bönder. Han var gift med Christina Magdalena Damin, enligt Bygdéns herdaminnen dotter till löjtnanten A. Damin från Anklam i Pommern och omgift med kyrkoherden Eurenius i Nora socken, Härnösands stift.
De var föräldrar till bland andra superintendenten Petrus Jonæ Asp. Dennes hustru Elisabeth Steuch var dotter till ärkebiskop Mattias Steuchius och Anna Tersera, i sin tur dotter till ärkebiskopen Johannes Elai Terserus och Elisabeth Troilia. De fick tre söner. Carl och Matthias Asp  blev båda professorer vid Uppsala universitet.
Deras bror hovkvartermästare Johan von Asp (1708–1779) adlades 14 mars 1758. Han ägde Salnecke gård i Uppland och gjorde sig känd som en framstående jordbrukare och adlades därför (andra menar att det berodde på släktskap med riksrådet Matthias von Hermansson), men tvingades på grund av dåliga tider avstå Salnecke. Han var gift med dottern till rådmannen i Stockholm Olof Appelroth och Anna Maria Yhle, och far till Maria Elisabeth, gift von Post, och envoyén Pehr Olof von Asp som uppflyttades till dåvarande riddarklassen 1801, men ogift slöt ätten 1808.